# Jules Tessier

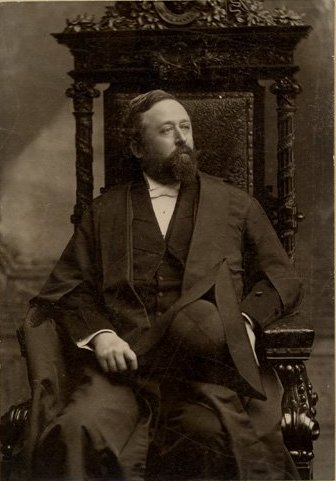
Jules Tessier (um 1915)

Hon. Jules Tessier (* 16. April 1852 in der Pfarrei Notre-Dame, Québec; † 6. Januar 1934 in Montreal) war ein kanadischer Politiker der Parti libéral du Québec sowie der Liberalen Partei Kanadas, der unter anderem zwischen 1897 und 1901 Sprecher der Legislativversammlung von Québec sowie von 1903 bis zu seinem Tode 1934 Mitglied des Senats von Kanada für die Provinz Québec war.

## Leben

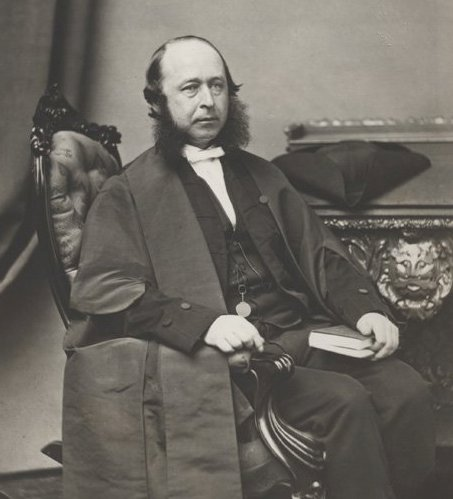
Jules Tessiers Vater Ulric-Joseph Tessier war unter anderem Bürgermeister von Québec sowie ebenfalls Mitglied des Senats von Kanada.

Jules Tessier war ein Sohn des Rechtsanwalts und Politikers Ulric-Joseph Tessier, der unter anderem zwischen 1853 und 1854 Bürgermeister von Québec war, und dessen Ehefrau Marguerite-Adèle Kelly. Sein jüngerer Bruder war der Politiker Auguste Tessier, der Minister sowie vom 2. bis 23. März 1905 kurzzeitig ebenfalls Sprecher der Legislativversammlung war. Er selbst absolvierte nach dem Besuch des Séminaire de Québec und des Collège Sainte-Marie in Montreal ein Studium der Rechtswissenschaften an der Universität Laval. Nach dem Rechtsreferendariat in der Anwaltskanzlei von Richard Alleyn und Alexandre Chauveau nahm er nach seiner anwaltlichen Zulassung für die Provinz Québec am 20. Juli 1874 eine Tätigkeit als Rechtsanwalt in der Kanzlei „Hamel, Tessier et Tessier“ in Québec auf. Daneben fungierte er außerdem als Herausgeber der juristischen Fachzeitschrift „Rapports judiciaires de Québec“, als Direktor der Eisenbahnunternehmen von Lac Saint-Jean, Basses-Laurentides und Grand-Nord, als Präsident der Caisse d’économique de Québec, als Präsident der Kolonisationsgesellschaft von Lac Saint-Jean, als Mitglied des Vorstands der Banque Nationale de Québec und der Baugesellschaft von Québec. Aufgrund seiner anwaltlichen Verdienste wurde er am 19. Mai 1899 zum Kronanwalt ernannt. Des Weiteren war er zwischen 1889 und 1891 Generalpräsident der Société Saint-Jean-Baptiste de Québec, 1897 Herausgeber der Tageszeitung „Le Clairon“ sowie Vorstandsmitglied der Tageszeitung „Le Soleil“.
Jules Tessier, der 1880 Sekretär des Nationalkonvents und 1885 Präsident des Club libéral war, trat 1886 kurzzeitig der Parti national von Honoré Mercier bei, wurde allerdings bei der Wahl am 14. Oktober 1886 für die Parti libéral du Québec im Wahlkreis „Portneuf“ erstmals zum Mitglied der Legislativversammlung von Québec gewählt, des damaligen Unterhauses des Provinzparlaments, und konnte sich bei dieser Wahl gegen den bisherigen Wahlkreisinhaber Jean-Docile Brousseau von der Parti conservateur du Québec durchsetzen. Er gehörte der Legislativversammlung nach seinen Wiederwahlen am 17. Juni 1890, 8. März 1892, 11. Mai 1897 und am 7. Dezember 1900 bis zum 12. März 1903 an. Am 23. November 1897 wurde er zu Beginn der neunten Legislaturperiode als Nachfolger von Pierre-Évariste Leblanc von der Parti conservateur du Québec zum Sprecher der Legislativversammlung gewählt und bekleidete das Amt bis zum 14. Februar 1901, woraufhin sein Parteifreund Henri-Benjamin Rainville neuer Parlamentssprecher wurde.
Neben seiner Abgeordnetentätigkeit engagierte sich Tessier auch in der Kommunalpolitik und war zwischen 1886 und 1900 auch Mitglied des Stadtrates von Québec, in dem er den Bezirk „Palais“ vertrat. Er war in dieser Zeit von 1888 bis 1893 erst Vorsitzender des Regulierungsausschusses sowie zwischen 1894 und 1900 Vorsitzender des Polizeiausschusses des Stadtrates. 1894 bewarb er sich für das Amt des Bürgermeisters von Québec, unterlag jedoch seinem Parteifreund Simon-Napoléon Parent.
Nach seinem Ausscheiden aus der Legislativversammlung wurde Jules Tessier am 12. März 1903 auf Vorschlag vom kanadischen Premierminister Wilfrid Laurier für die Liberale Partei Kanadas zum Mitglied des Senats von Kanada ernannt und vertrat in diesem bis zu seinem Tode am 6. Januar 1934 die Interessen der Region De la Durantaye in der Provinz Québec. Während seiner fast 31-jährigen Senatsmitgliedschaft war er Mitglied zahlreicher Ständiger Ausschüsse und Sonderausschüsse sowie zwischen der zwölften und 17. Legislaturperiode von 1911 bis zu seinem Tode 1934 durchgängig Vorsitzender des Ständigen Ausschusses für Geschäftsordnung.
Tessier hatte am 27. Juni 1882 in der Notre-Dame-Gemeinde von Montreal Fannie M. Barnard, Tochter des Anwalts Edmond Barnard, und dessen Ehefrau Ellen King Austin geheiratet. Sein Schwager war der Politiker Alexandre Chauveau, der von 1872 bis 1880 Mitglied der Legislativversammlung und mit seiner Schwester Marie-Anne-Adèle Tessier verheiratet war. Er war zudem Onkel des Politikers Auguste-Maurice Tessier, Mitglied der Legislativversammlung von 1912 bis 1922 Großonkel des Politikers Maurice Tessier, der zwischen 1966 und 1973 Mitglied der Legislativversammlung beziehungsweise der Nationalversammlung war, sowie Urgroßonkel der Politikerin Louise Beaudoin, die zwischen 1994 und 2003 sowie erneut von 2008 bis 2012 Mitglied der Nationalversammlung und mehrfach Ministerin in Regierungen der Provinz Québec war. Nach seinem Tode am 6. Januar 1934 in Montreal wurde er in Sainte-Foy auf dem Friedhof Notre-Dame-de-Belmont beigesetzt.